# The Amazing Race (Latinoamérica)
The Amazing Race Latinoamérica, conocido oficialmente como The Amazing Race, anteriormente conocido como The Amazing Race en Discovery Channel es un Reality Show basado en el reality estadounidense del mismo nombre. 
El 15 de octubre de 2008, una versión latinoamericana del reality fue anunciada por Discovery Channel, en asociación con Disney Media Networks Latin America. La primera temporada fue producida por la productora argentina RGB Entertainment, bajo la Producción General de Dario Turovelzky, mientras que las demás temporadas han sido producidas por la compañía venezolana Cinemat. El 25 de enero de 2011, se anunció que Space en asociación con Disney va a producir la tercera temporada de la versión latinoamericana de la carrera, rebautizando el reality como The Amazing Race quitando el en Discovery Channel. Esta temporada también fue producida por Cinemat.
El reality es la segunda versión latinoamericana de la franquicia. La primera fue A Corrida Milionària, la versión brasileña de la franquicia. También fue la primera versión en el idioma español.
Para la cuarta temporada, se hizo una edición especial en portugués, Edição Brasil. Fue presentado por el modelo y actor brasileño Paulo Zulu. Contaba con equipos de Brasil en una carrera concentrada a través de Brasil.
El presentador original del reality fue el periodista guatemalteco Harris Whitbeck que presentó las tres primeras temporadas. Para la quinta temporada, el reality fue presentado por la modelo colombiana María Victoria "Toya" Montoya, exconcursante de la tercera temporada. También fue la primera mujer anfitriona de toda la franquicia. En la sexta edición María Victoria "Toya" Montoya estuvo acompañada por Jaime Arellano, siendo la primera vez en la que el reality es presentado por dos personas. El gran premio para el equipo ganador era de USD 250.000, sin embargo, en esa edición el premio fue de 100.000 USD. 900.000 USD menos del premio mayor de la versión original estadounidense (USD 1 millón)

## Metodología
The Amazing Race es un reality entre equipos de 2 personas en una carrera alrededor de América Latina. La carrera se divide en un número de etapas en los que los equipos viajan y completan varias tareas para obtener pistas para ayudarlos a avanzar a una parada donde a los equipos se les da la oportunidad de descansar y recuperarse antes de iniciar la siguiente etapa doce horas más tarde. El primer equipo en llegar a una parada a menudo obtiene un premio, mientras que el último equipo es eliminado normalmente de la carrera (excepto en las etapas de no eliminación, donde el último equipo en llegar es penalizado en la siguiente etapa). La última etapa de cada carrera muestra a los últimos 3 equipos remanentes, y el primero en llegar a la línea de meta gana el premio mayor: USD 250.000.

## Equipos
Cada uno de los once equipos participantes está integrado por dos personas que tienen algún tipo de relación personal entre sí. Un total de 66 equipos participantes se han unido hasta ahora.
Los participantes están obligados a ser capaces de comunicarse en español,  Además de portugués para los ciudadanos brasileños. Los participantes elegidos provienen de diversos países de América Latina y no están limitados a un solo país de origen. Los países participantes son todos los ciudadanos de América Latina excepto Cuba, Guyana, Puerto Rico y las Antillas Menores (a excepción de Aruba, Curazao y Trinidad y Tobago). Además, los equipos de Jamaica y Bahamas pueden participar.

## Estructura

### Marcadores de ruta
Los Marcadores de Ruta son las banderas amarillas y rojas que marcan los lugares a donde los equipos tienen que ir. La mayoría de los marcadores de ruta están asociados a las cajas que contienen las pistas, pero algunos pueden marcar el lugar a donde los equipos deben ir con el fin de completar tareas, o pueden ser utilizados para marcar un rumbo que los equipos deben seguir. Los marcadores de ruta en las dos primeras temporadas fueron de color azul y negro, incluidos los sobres de pistas y el tapete de la parada.

### Pistas
Las pistas se encuentran en toda la carrera en sobres cerrados, normalmente dentro de unas cajas en los marcadores de ruta. Dan a los equipos la información necesaria y las tareas que tienen que hacer para avanzar en la carrera. Las pistas están escritos en español y en portugués.
- Pista: Una idea general que puede incluir una tarea a realizar por el equipo antes de poder recibir su siguiente pista .
- Desvío: A elección entre dos tareas. Los equipos tienen la libertad de elegir una tarea o intercambiar tareas si encuentran una opción muy difícil.
- Obstáculo: Una tarea que solo uno de los miembros del equipo puede completar. Los equipos deben elegir qué miembro completa la tarea basados en una breve idea de la tarea antes de revelar plenamente los detalles de la misma.
- Avance: tarea que sólo un equipo puede completar, lo que permite que el equipo se salte todas las tareas pendientes yendo directamente a la parada. Los equipos sólo pueden usar un solo avance durante toda la carrera.

- Intersección: Introducido en la temporada 2 , se indica que dos equipos deben competir entre sí (temporada 2) o unir fuerzas para completar una tarea (temporada 3 en adelante). Cuando la intersección se introdujo en la temporada 2, tenía reglas drásticamente diferentes a la versión americana. A diferencia de los dos equipos que trabajan juntos, la intersección de esta temporada tenía a 2 equipos compitiendo entre sí. Sin embargo, desde la temporada 3, la intersección muestra a 2 equipos trabajando juntos, como en la versión americana.
- Alto: Es el lugar donde un equipo puede obligar a otro equipo en desventaja a esperar una determinada cantidad de tiempo antes de continuar la carrera.
- Retorno: Se encuentra después de un desvío donde un equipo puede obligar a otro equipo en desventaja para volver y completar la otra opción del desvío que no seleccionaron.

Tanto el alto como el retorno se ven en etapas separadas y por eso, un equipo puede utilizar cada uno una sola vez durante la carrera. Los equipos no podrán usarlos contra otro equipo si ambos equipos están dentro de las líneas de vista de los demás.

### Etapas
Al inicio de cada etapa, los equipos reciben una determinada cantidad de dinero en efectivo, por lo general en dólares, para cubrir los gastos durante la carrera (a excepción de la compra de los billetes de avión, que son pagadas por las tarjetas de crédito proporcionadas por la carrera).
Los equipos tienen que seguir las pistas y los marcadores de ruta que les llevará a los distintos destinos y tareas que se les presentarán. Modos de viaje entre estos destinos incluyen aviones, barcos, trenes, taxis, autobuses y vehículos de alquiler proporcionados por el programa, o los equipos pueden simplemente viajar a pie. 
 Cada etapa termina en una Parada, donde los equipos son capaces de descansar y donde los equipos que llegan en último lugar se eliminan progresivamente de la carrera hasta que sólo quedan tres. En algunas etapas, los primeros equipos en llegar a las paradas ganan premios, por lo general de los patrocinadores del programa.
En las 3 primeras temporadas, los aeropuertos son tratados como si fueran paradas. Los equipos llegan al aeropuerto y en lugar de encontrar un vuelo, tenían que anotar en un tablero la hora en que llegaron al aeropuerto. A continuación, salen del aeropuerto de destino con los mismos intervalos de tiempo.
Pase Directo / Passe Direto: Introducido en la temporada 3, se otorga al ganador de la primera etapa de la carrera. El Pase directo permite que el equipo se salte alguna tarea de su elección antes del final de la octava etapa. En la temporada 5 se entregaron 2 pases directos, uno para el equipo favorecido y el otro para otro equipo (el cual debía ser entregado antes del final de la etapa 4).

### Etapas no eliminatorias
Cada carrera tiene un número determinado de etapas no eliminatorias, en el que el último equipo en llegar a la parada no se elimina y se le permite continuar en la carrera. Sin embargo, se requiere que el equipo no eliminado realice una multa en la siguiente etapa.
- Multa: es una tarea que sólo el equipo salvado de la eliminación en la etapa anterior debe completar antes de continuar en la carrera.

### Etapas de doble extensión
En todas las temporadas, el final de temporada ha sido siempre una pata de doble extensión, con los últimos 3 equipos instruidos para ir a la parada. El primer equipo en llegar en la temporada 1 tiene un premio y su siguiente pista a la ciudad de destino final y el último equipo no tuvo penalización. (no hubo premio para el primer equipo en las demás temporadas).

### Etapas sin pausa
A partir de la temporada 3, etapas sin pausa fueron introducidas como similar a la decimoctava temporada de la versión americana, con el primer equipo en llegar ganando un premio y su siguiente pista, y el último equipo teniendo que hacer una multa en la etapa siguiente.

## Temporadas
Las temporadas son emitidas cada año, con el primer episodio emitiéndose a finales de septiembre y el último emitiéndose a mediados o finales de diciembre.
| Temporada | Emisión original         | Emisión original        | Ganadores                               | Número de equipos | Presentación                  |
| Temporada | Estreno                  | Final de temporada      | Ganadores                               | Número de equipos | Presentación                  |
| --------- | ------------------------ | ----------------------- | --------------------------------------- | ----------------- | ----------------------------- |
| 1         | 20 de septiembre de 2009 | 13 de diciembre de 2009 | Matías Franchini y Tamara Reichelt      | 11                | Harris Whitbeck               |
| 2         | 26 de septiembre de 2010 | 19 de diciembre de 2010 | Mauricio y Carlos Coarasa               | 11                | Harris Whitbeck               |
| 3         | 25 de septiembre de 2011 | 18 de diciembre de 2011 | Nicolás y Cristóbal Brain               | 11                | Harris Whitbeck               |
| 4         | 7 de octubre de 2012     | 23 de diciembre de 2012 | Daniel Belém y César Curti              | 11                | Paulo Zulu                    |
| 5         | 16 de septiembre de 2013 | 9 de diciembre de 2013  | Tobías de la Barra y Ezequiel Sapochnik | 11                | Toya Montoya                  |
| 6         | 5 de octubre de 2014     | 28 de diciembre de 2014 | Juan Carlos Estrada y Giovanni López    | 11                | Toya Montoya y Jaime Arellano |

## Rankings
| País                 | Temp. 1 | Temp. 1 | Temp. 2 | Temp. 2 | Temp. 2 | Temp. 3 | Temp. 3 | Temp. 4 | Temp. 4 | Temp. 4 | Temp. 4  | Temp. 5 | Temp. 5 | Temp. 6 | Temp. 6 |
| -------------------- | ------- | ------- | ------- | ------- | ------- | ------- | ------- | ------- | ------- | ------- | -------- | ------- | ------- | ------- | ------- |
| Argentina            | 1°      | 11°     | 3°      | 3°      | 3°      | 3°      | 11°     |         |         |         |          | 1°      | 3°      | 2°      | 8°      |
| Brasil               | 4°      | 5°      | 4°      | 4°      | 4°      |         |         | 1°      | 2°      | 3°      | 4° a 11° | 9°      | 9°      |         |         |
| Chile                | 3°      | 3°      | 10°     | 10°     | 10°     | 1°      | 1°      |         |         |         |          |         |         | 6°      | 6°      |
| Colombia             | 7°      | 8°      | 5°      | 6°      | 6°      | 2°      | 5°      |         |         |         |          | 6°      | 7°      | 5°      | 7°      |
| Costa Rica           |         |         |         |         |         | 6°      | 6°      |         |         |         |          | 4°      | 4°      |         |         |
| Ecuador              |         |         |         |         |         | 8°      | 8°      |         |         |         |          |         |         | 1°      | 4°      |
| Guatemala            |         |         |         |         |         |         |         |         |         |         |          | 8°      | 8°      |         |         |
| México               | 6°      | 10°     | 1°      | 2°      | 7°      | 4°      | 9°      |         |         |         |          | 8°      | 11°     | 3°      | 9°      |
| Panamá               | 9°      | 9°      |         |         |         |         |         |         |         |         |          |         |         |         |         |
| Perú                 |         |         | 11°     | 11°     | 11°     | 7°      | 7°      |         |         |         |          |         |         |         |         |
| República Dominicana |         |         | 8°      | 8°      | 8°      |         |         |         |         |         |          |         |         |         |         |
| Uruguay              |         |         |         |         |         |         |         |         |         |         |          | 2°      | 2°      |         |         |
| Venezuela            | 2°      | 2°      | 9°      | 9°      | 9°      | 10°     | 10°     |         |         |         |          | 5°      | 10°     | 10°     | 11°     |

     País ganador
     País en segundo lugar
     País en tercer lugar
     País no participante
| País                 | Ganador | Segundo lugar | Tercer lugar | Total |
| Argentina            | 2       | 1             | 3            | 6     |
| México               | 1       | 1             | 1            | 3     |
| Brasil               | 1       | 1             | 1            | 3     |
| Chile                | 1       | 0             | 1            | 2     |
| Ecuador              | 1       | 0             | 0            | 1     |
| Uruguay              | 0       | 1             | 0            | 1     |
| Venezuela            | 0       | 1             | 0            | 1     |
| Colombia             | 0       | 1             | 0            | 1     |
| República Dominicana | 0       | 0             | 0            | 0     |
| Guatemala            | 0       | 0             | 0            | 0     |
| Panamá               | 0       | 0             | 0            | 0     |
| Costa Rica           | 0       | 0             | 0            | 0     |
| Perú                 | 0       | 0             | 0            | 0     |

## Países visitados

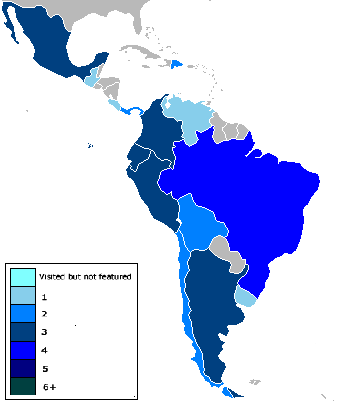
Los países visitados en la carrera (mostrados en color)

La versión latinoamericana de The Amazing Race ha visitado 15 países de Latinoamérica.
| México, Centroamérica y el Caribe                                           | Suramérica                                                                               |
| --------------------------------------------------------------------------- | ---------------------------------------------------------------------------------------- |
| - Costa Rica - Curazao - República Dominicana - Guatemala - México - Panamá | - Argentina - Bolivia - Brasil - Chile - Colombia - Ecuador - Perú - Uruguay - Venezuela |

1. ↑  Curazao es un país constituyente del  Reino de los Países Bajos.

### Número de visitas
| País                 | Temporadas     | Paradas               |
| -------------------- | -------------- | --------------------- |
| Argentina            | 3 (1, 2, 3)    | 7                     |
| Bolivia              | 2 (2, 4)       | 3                     |
| Brasil               | 4 (1, 2, 3, 4) | 12 (2 líneas de meta) |
| Chile                | 2 (1, 3)       | 4                     |
| Colombia             | 3 (1, 2, 5)    | 7                     |
| Costa Rica           | 1 (1)          | 1                     |
| Curazao              | 1 (5)          | 1                     |
| Ecuador              | 3 (2, 3, 6)    | 17 (2 líneas de meta) |
| Guatemala            | 1 (2)          | 1                     |
| México               | 3 (1, 2, 5)    | 7 (2 líneas de meta)  |
| Panamá               | 2 (1, 5)       | 3                     |
| Perú                 | 3 (1, 4, 5)    | 6                     |
| República Dominicana | 2 (1, 5)       | 3                     |
| Uruguay              | 1 (3)          | 2                     |
| Venezuela            | 1 (2)          | 1                     |

1. ↑  Incluye líneas de meta.
2. ↑  Curazao es un país constituyente del  Reino de los Países Bajos.